# ナイスガイ
『ナイスガイ』（原題：一個好人、英題：Mr. Nice Guy）は、1997年公開のジャッキー・チェン主演の香港のアクション映画。サモ・ハン・キンポー監督。

## 概要
全編オーストラリア・ロケを敢行。メルボルンで撮影し、ヒロインのミキ・リーを除いてキャストはほぼ西洋人で固められており、台詞も全編英語である。ジャッキー・チェンが『レッド・ブロンクス』でハリウッドで成功したことも手伝って、海外での知名度が高まっていたことを受け、本作は世界各国でも公開された。
ジャッキー演じる主人公はテレビでも活躍するプロの料理人という設定だが、これは撮影当時の香港の中国返還も背景にあったという。
香港版の冒頭の料理番組のシーンでは監督のサモ・ハン・キンポーの夫人であるジョイス・コウがカメオ出演している。
監督のサモ・ハンを米国市場に紹介する形となった作品で、この後にサモ・ハンは米国のテレビドラマ『マーシャルロー』に主演している。

## ストーリー
人気料理番組でホストを務めるカリスマ料理人のジャッキー（ジャッキー・チェン）。ある日、親切で助けた女性（ガブリエル・フィッツパトリック）はギャングと麻薬シンジケートの取引現場をスクープした記者だった。ギャングから命を狙われることになった彼は、組織の悪事を暴くべく果敢に立ち向かっていく。

## キャスト
| 役名               | 俳優                           | 日本語吹き替え | 日本語吹き替え | 日本語吹き替え |
| 役名               | 俳優                           | VHS・DVD版     | 日本テレビ版   |                |
| ------------------ | ------------------------------ | -------------- | -------------- | -------------- |
| ジャッキー         | ジャッキー・チェン             | 石丸博也       | 石丸博也       |                |
| ミキ               | ミキ・リー                     | 小林さやか     | 冬馬由美       |                |
| ジャンカルロ       | リチャード・ノートン           | 大塚明夫       | 大塚明夫       |                |
| ラキイシャ         | カレン・マクリーモント         | 野沢由香里     | 唐沢潤         |                |
| ダイアナ           | ガブリエル・フィッツパトリック | 山像かおり     | 島本須美       |                |
| ロメオ             | ビンス・ポレット               | 後藤敦         | 高宮俊介       |                |
| バッジオ           | バリー・オットー               | 上田敏也       | 千田光男       |                |
| カメオ出演         |                                |                |                |                |
| メッセンジャー     | サモ・ハン・キンポー           | 桜井敏治       | 塩屋翼         |                |
| アイスクリーム売り | エミール・チョウ               | 桜井敏治       |                |                |

- 日本テレビ版：初回放送1999年4月2日『金曜ロードショー』

※ 2019年12月18日発売の「ナイスガイ HDデジタル・リマスター版 ブルーレイ アルティメット・コレクターズ・エディション（2枚組）」にはVHS・DVD版に加え、日本テレビ版の吹き替え版を収録。

## スタッフ
- 監督：サモ・ハン・キンポー
- 製作総指揮：レナード・ホー
- 製作：チャイ・ラン
- 脚本：エドワード・タン、フィービー・マー
- 音楽：クラレンス・ホイ、ピーター・カム
- 撮影：レイモンド・ラム
- 主題歌：『一個好人』ジャッキー・チェン
- 製作会社：ゴールデン・ハーベスト、ニュー・ライン・シネマ